# Oya (Zeitschrift)
Oya ist eine Zeitschrift über alternative Lebensweisen, die nicht der westlich geprägten Konsumkultur folgen. Der Name der Zeitschrift bezieht sich unter anderem auf Oyá, die Sturmgöttin des Yoruba-Volks.

## Inhalt
Die Zeitschrift bespricht ein Titelthema ausführlich. Des Weiteren erscheinen Beiträge in den Ressorts Gesundheit, Bildung, Permakultur, Gesellschaft und Kultur, Ökodörfer und Lebensgemeinschaften, Politik und Kulturgeschichte, Gemeinschaftsprojekte, Gesellschaftsmodelle und Utopien. Oya beinhaltet auch Kolumnen, Rezensionen, Kleinanzeigen und Terminkalender. Alle Texte der Beiträge sind im Webauftritt zu finden und stehen unter einer Creative-Commons-Lizenz (by-nc-sa).

## Autoren
Das Autorenspektrum ergibt sich aus dem Titelthema der jeweiligen Ausgabe. Zu den regelmäßigen Kolumnisten zählten Ulrich Holbein (2010–2016) und Peter Wawerzinek (2012–2016). Zu den allgemein bekannteren Beitragenden zählen Veronika Bennholdt-Thomsen, Claus Biegert, Mathias Greffrath, Franz-Theo Gottwald, Marianne Gronemeyer, Friederike Habermann, Silke Helfrich, Declan Kennedy, Hildegard Kurt, Geseko von Lüpke, Niko Paech, Jascha Rohr, Fabian Scheidler, Wilhelm Schmid, Ute Scheub, Michael Succow, Petra Steinberger, Andreas Weber und Harald Welzer. Zudem erschienen in Oya Texte in deutscher Erstveröffentlichung von Maude Barlow, J. M. Coetzee, Wendell Berry, David Graeber, Ursula K. Le Guin, Václav Havel, Peter Linebaugh, Bill McKibben, Ervin László, Prinz Charles, Elisabet Sahtouris, Rupert Sheldrake, David Abram, Bayo Akomolafe und bell hooks.

## Verlagsdaten
Oya erscheint zweimonatlich seit der ersten Ausgabe März/April 2010. Johannes Heimrath war bis Ende 2020 der Herausgeber, eine feste Chefredaktion gibt es nicht, stattdessen rotiert die Rolle durch die Redaktion. Sitz der Redaktion ist Klein Jasedow, ein Ortsteil von Lassan in Mecklenburg-Vorpommern. Eine Ausgabe umfasst 100 Seiten.
Die Druckauflage beträgt 10.000 Exemplare. Oya hat 4100 Abonnements. Oya wird über den Bahnhofsbuchhandel vertrieben.

## Verlag als Genossenschaft
Die Oya Medien eG ist der Verlag der Zeitschrift. Er bildet die wirtschaftliche Basis von Oya. Die Genossenschaft hat etwa 350 Mitglieder, auch die Treuhand der GLS Gemeinschaftsbank ist daran beteiligt.